# UNITECH International
UNITECH International är ett samarbetsprogram mellan framstående tekniska universitet i Europa. Syftet med utbytet är att efter att ha erhållit fundamenterad teknisk kompetens vid sitt hemuniversitet, fokusera på managementinriktade studier i en internationell miljö. Programmet består av en termin (minst) med managementstudier vid ett gästuniversitet, följt av en termins företagspraktik vid något av de företag som deltar i UNITECH International.
Antalet deltagande universitet är begränsat till ett per land (för att upprätthålla kvalité) och varje skola får skicka två studenter till varje samarbetsuniversitet. Urvalet föregås av ett "assessment center" där diverse fallstudier diskuteras såväl i grupp som individuellt för att bedömas av de deltagande företagens HR-representanter.

## Deltagande universitet
- Chalmers tekniska högskola, Sverige
- ETH, Schweiz
- Politecnico di Milano, Italien
- RWTH, Tyskland
- Delft University of Technology, Nederländerna
- Loughborough University, Storbritannien
- Trinity College Dublin, Irland
- Institut national des sciences appliquées de Lyon, Frankrike

## Deltagande företag
- ABB Group
- Acer
- Agbar Group
- Atlas Copco
- Degussa
- Enel
- ENI Corporate University
- Hilti
- IBM
- Infineon Technologies
- Lhoist
- Mapei
- Repsol YPF
- SCA
- Schindler
- Schott AG
- Shell
- Siemens
- SKF
- Sony Corporation
- STMicroelectronics
- Telecom Italia Group
- Voith